# Unterseeboot 862
Le Unterseeboot 862 (ou U-862) est un sous-marin allemand de Type IX D2 utilisé par la Kriegsmarine pendant la Seconde Guerre mondiale.
Après la reddition de l'Allemagne en mai 1945, le U-862 entre à Singapour pour être pris par la marine impériale japonaise sous le nom de I-502.
Le U-862 est mis sur cale le 15 août 1942 par la DeSchiMAG AG Weser de Brême. Il est mis en service le 7 octobre 1943 sous le commandement du Kapitänleutnant Heinrich Timm. Timm commande l' U-862 pendant toute sa carrière dans la Kriegsmarine, et est promu au grade de Korvettenkapitän le 1er juillet 1944.
L' U-862 effectue deux patrouilles, coulant sept navires d'un total de 42 374 tonneaux.

## Historique
La construction du U-862 est ordonné le 5 juin 1941. La quille est posée le 15 août 1942 chez (Deutsche Schiff und Maschinenbau) AG Weser à Brême. 
Il est lancé le 8 juin 1943 et commissionné le 7 octobre 1943. 
L'U-862 reçoit sa formation de base dans la 4. Unterseebootsflottille à Stettin en Allemagne jusqu'au 30 avril 1944, où il rejoint la formation de combat la 12. Unterseebootsflottille. 

### 1repatrouille
Le 21 mai 1944, il part de Kiel avec d’autres sous-marins et escortes. Il transporte une cargaison de dessins, modèles et plans d’armes ainsi que d’équipements allemands destinés au Japon.
Timm fait escale dans les ports norvégiens de Kristiansand, Bergen et Trondheim. L’U-862 doit faire escale à Narvik à cause d'une fuite de carburant.
Le 3 juin 1944, il quitte Narvik et se dirige vers le sud. Le 25 juillet 1944, en Atlantique sud, il coule son premier navire, le cargo américain Robin Goodfelow de 6 885 tonnes, en route vers New York depuis Capetown, en Afrique du Sud.
Devant l'avance des forces alliées en France, pour éviter la capture, il rejoint en octobre 1944 la 33. Unterseebootsflottille à Penang en Malaisie et à Jakarta en Indonésie. Il navigue avec le Gruppe Monsun. ("Groupe de mousson").
En chemin, il lance une torpille acoustique T5/G7es Zaunkönig I contre un pétrolier. La Zaunkönig fait un tour complet pour revenir vers l' U-862. Une plongée d'urgence sauve l'U-Boot de sa propre torpille. Le 20 août 1944, il abat un avion allié Consolidated PBY Catalina H du No. 265 Squadron RAF (en) '265e escadron de la RAF), échappant ensuite à une recherche intense. Il coule plusieurs navires marchands dans le canal du Mozambique entre l'Afrique et Madagascar.

### 2epatrouille
Le U-862 part pour sa deuxième patrouille de guerre de Jakarta, dans les Indes orientales néerlandaises occupées par le Japon, en décembre 1944. Il longe la côte ouest de l'Australie, traverse la Grande Baie australienne (Great Australian Bight), contourne la côte sud de la Tasmanie, puis met le cap au nord en direction de Sydney où il coule le Liberty ship Robert J. Walker, immatriculé aux États-Unis, le 25 décembre 1944. Il fait le tour de la Nouvelle-Zélande et entre de nuit dans le port de Napier sans être repéré, donnant naissance à une légende urbaine en Nouvelle-Zélande, où l'on raconte que le capitaine de l' U-862 envoyait des marins à terre la nuit pour voler du lait frais dans une ferme. Cette légende est peut-être due à une plaisanterie faite par le capitaine Timm au vice-maréchal de l'air Sir Rochford Hughes (en) à la fin des années 1950. Le voyage de l' U-862 en Nouvelle-Zélande est représenté dans une comédie de théâtre, U Boat Down Under, écrite et mise en scène par Peter Tait et jouée au Downstage Theatre (en) de Wellington du 27 juillet au 5 août 2006.
L' U-862 retourne dans l'océan Indien. Le 6 février 1945, à environ 820 milles nautiques (1 520 km) au sud-ouest de Fremantle, l' U-862 coule le Liberty ship immatriculé aux États-Unis, Peter Silvester, chargé de mules à destination de la Birmanie.
L' U-862 participe aux essais du système radar FuMo 65 Hohentwiel. Ce dernier comprend un boîtier situé à bâbord de la tour de contrôle, élevé par un mât. L'antenne est entraînée à la main sur des cibles[Quoi ?] pendant que le U-Boot est surface[Quoi ?]. Le radar a une portée de 7 milles nautiques (13 km) et est efficace en cas de faible risque d'attaque aérienne contre le U-Boot.

### Transfert vers le Japon
Après la reddition de l'Allemagne nazie le 8 mai 1945, l' U-862 est pris à Singapour par la marine impériale japonaise. Le 15 juillet 1945, il devient le sous-marin I-502, affecté à la 13e flotte de zone de Fukudome. 
L'I-502 est capable de mener des patrouilles de guerre. L'ancien équipage allemand du sous-marin est divisé en deux groupes de trente hommes chargés d'enseigner aux Japonais le maniement du U-Boot. Le capitaine de corvette (海軍少佐 (Kaigun-shōsa)) Yamanaka Shuaki en est le nouveau commandant.
La marine impériale japonaise utilise le I-502 pour l'entraînement fin août, puis pour un ravitaillement des îles Andaman puis au Japon pour faire  adapter les tubes lance-torpilles aux torpilles japonaises.
En juillet-août 1945, à Potsdam en Allemagne, les États-Unis, le Royaume-Uni et l'URSS créent une commission navale tripartite pour répartir entre eux les navires de la Kriegsmarine et de la marine marchande allemands capturés. Les "Trois Grands" conviennent que tous les sous-marins allemands "non alloués" qui se sont rendus doivent être coulés au plus tard le 15 février 1946.
Le 5 août 1945, à 20h05, un message du chef d'état-major de la 10e flotte de zone se lit comme suit: 
"Rapport sur les anciens sous-marins allemands. 
(1) État actuel. 
(a) Les équipages des I-501 et I-502 ont été instruits et les navires équipés, en grande partie par les Allemands. Les travaux d'armement sont sur le point de commencer et devraient être terminés d'ici la fin du mois. Ils seront alors prêts à prendre la mer dans un bref délai. Chaque sous-marin disposera de 16 torpilles.
(b) Les I-505 et I-506 ont terminé la formation de leurs équipages, et les coques et l'armement sont généralement satisfaisants. Le I-505 dispose d'un compartiment pour 30 mines dans lequel on peut charger environ 130 tonnes d'essence d'aviation. Le compartiment a été modifié pour l'arrimage de l'essence. En outre, il peut accueillir environ 35 tonnes de fret. Le I-506 est achevé à 60 % - - .
(2) Plans d'utilisation. 
(a) Les I-501 et I-502, lorsqu'ils seront prêts, seront utilisés pour le transport opérationnel (pétrole, etc.) vers les Andamans. Ensuite, il sera exploité dans le Pacifique, puis se rendra au Japon pour la modification des tubes de torpilles.
(b) Les I-505 et I-506, lorsque leurs équipages seront terminés, seront affectés au transport du pétrole et de cargaisons importantes dans la zone sud, en particulier vers l'Indochine française, les îles périphériques et Hong Kong. Toutefois, comme le I-506 - à remplacer, il devra être envoyé au Japon dès que possible".
Le I-502 se rend aux forces alliées à Singapour le 16 août 1945 à la Royal Navy et est amarré avec le I-501 au croiseur endommagé Myōkō à la base navale de Seletar.
Le 30 novembre 1945, il est retiré de la liste de la marine. Sous supervision britannique, son ancien équipage allemand commence à dépouiller le I-502 de toutes ses pièces de valeur.
Le 15 décembre 1945, une note de service de la Commission navale tripartite (CNT) du vice-amiral Robert L Ghormley, US Navy, au représentant britannique principal à la CNT, le vice-amiral Geoffrey J. A. Miles, Royal Navy, dit : "J'ai reçu l'ordre du chef des opérations navales de vous informer que la destruction du U-219 à Batavia, du U-195 à Surabaya, du U-181 et du U-862 à Singapour est considérée comme une responsabilité britannique".
Le 13 février 1946, le I-502 est officiellement remis à la Royal Navy.
Le 14 février 1946, les remorqueurs Growler et Assiduous remorquent les I-502 et I-501 vers le détroit de Malacca. Le 15 février 1946, le I-502 est coulé dans le cadre de l'opération Road's End dans 95 mètres d'eau à la position géographique de 3° 05′ N, 100° 38′ E. La frégate HMS Loch Lomond (K437) du commandant Stanley Darling détruit le I-502 avec un seul tir triangulaire de 40 mètres de trois charges du  projecteur "Squid" pesant chacune 390 livres.
L'équipage allemand du U-862 n'a subi aucune perte, et certains sont retournés en Allemagne plusieurs années après la guerre. D'autres, qui avaient été internés au camp Kinmel (en), à Bodelwyddan, dans le nord du Pays de Galles, sont restés au Pays de Galles et se sont installés dans les communautés voisines de Rhyl, de Rhuddlan et de Prestatyn, en raison des risques de retour dans les zones allemandes occupées par les Soviétiques après la guerre. Deux des membres de l'équipage sont enterrés dans le nouveau cimetière de Rhuddlan, au nord du Pays de Galles, sur des parcelles voisines.

## Affectations successives
- 4. Unterseebootsflottille du 7 octobre 1943 au 30 avril 1944
- 12. Unterseebootsflottille du 1er mai 1944 au 30 septembre 1944
- 33. Unterseebootsflottille du 1er octobre 1944 au 6 mai 1945

## Commandement
- Kapitänleutnant Heinrich Timm du 7 octobre 1943 au 8 mai 1945
- Kaigun-shōsa (海軍少佐 (Kaigun-shōsa)) Yamanaka Shuaki du 15 juillet 1945 au 16 août 1945

## Navires coulés
Le U-862 a coulé 7 navires marchands pour un total de 42 374 tonneaux au cours des deux patrouilles qu'il effectua.

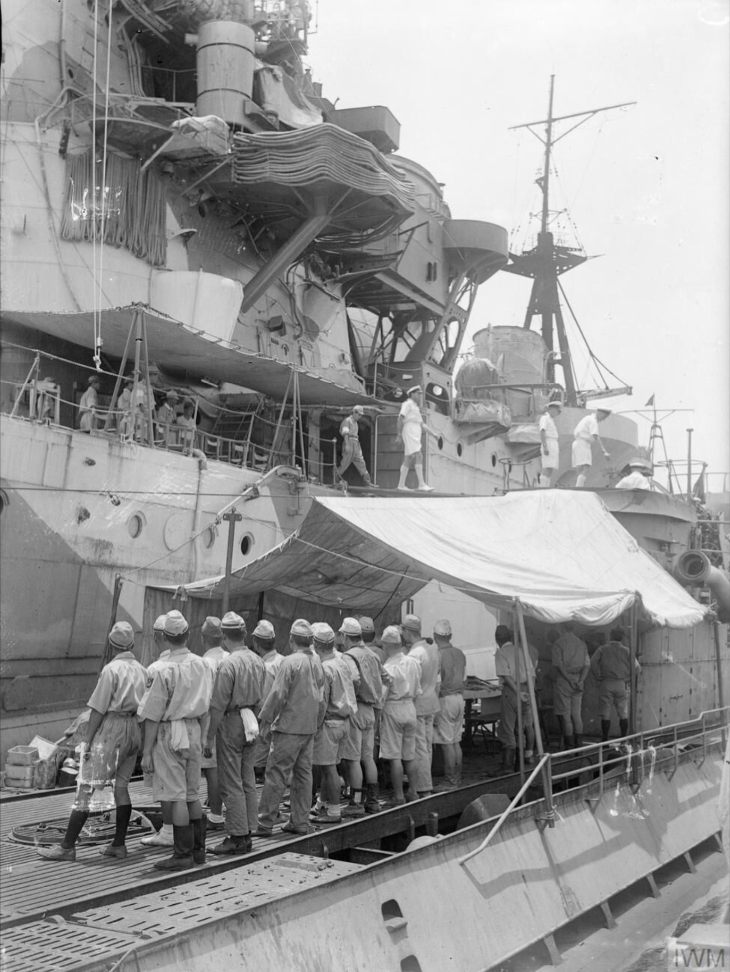
U-boot (soit U-181 ou U-862) amarré à côté du croiseur japonais Myōkō

| Date             | Nom du navire    | Nationalité | Tonnage (Tonneau) | Position              | Décès                | Cargo & passagers                                                           |
| ---------------- | ---------------- | ----------- | ----------------- | --------------------- | -------------------- | --------------------------------------------------------------------------- |
| 25 juillet 1944  | Robin Goodfellow | USA         | 6 885             | 20° 03′ S, 14° 21′ O  | 68 (aucun survivant) | 8 602 tonnes de minerai de chrome                                           |
| 13 août 1944     | Radbury          | Royaume-Uni | 3 614             | 24° 20′ S, 41° 45′ E  | 23                   | 4–5 000 tonnes de charbon                                                   |
| 16 août 1944     | Empire Lancer    | Royaume-Uni | 7 037             | 15° 00′ S, 44° 00′ E  | 42                   | 2 000 tonnes de cuivre 1 000 tonnes de matériel militaire                   |
| 18 août 1944     | Nairung          | Royaume-Uni | 5,414             | 15° 00′ S, 42° 00′ E  | 92 (aucun survivant) | Marchandises générales, y compris les munitions                             |
| 19 août 1944     | Wayfarer         | Royaume-Uni | 5 068             | 14° 30′ S, 42° 20′ E  | 51                   | 3 000 tonnes de cuivre 2 000 tonnes de charbon                              |
| 24 décembre 1944 | Robert J. Walker | USA         | 7 180             | 36° 35′ S, 150° 43′ E | 2                    | Ballast                                                                     |
| 6 février 1945   | Peter Silvester  | USA         | 7 176             | 34° 19′ S, 99° 37′ E  | 33                   | 2 700 des tonnes de fournitures de l'armée américaine 317 mules 107 soldats |

### Source
- (en) Cet article est partiellement ou en totalité issu de l’article de Wikipédia en anglais intitulé « German submarine U-862 » (voir la liste des auteurs).